# بيازآباد (مقاطعة تشرداول)
بيازآباد (بالفارسية: پیازآباد) هي قرية تقع في قسم زردلان الريفي (مقاطعة تشرداول) في إيران. يقدر عدد سكانها بـ 443 نسمة .